# 亞洲一哩挑戰賽
亞洲一哩挑戰賽（Asian Mile Challenge）是由日本中央競馬會、香港賽馬會、澳洲賽馬理事會及阿聯酋賽馬會聯合舉辦，於2005年創立。創立初時只有的日本安田紀念賽及香港冠軍一哩賽兩關。2006年時，加入了澳洲未來錦標及阿聯酋杜拜免稅店盃兩關，賽事皆為國際一級賽，令賽事更具規模。2006年，香港佳駒牛精福星連赢日本安田紀念賽及香港冠軍一哩賽兩關，成為首匹獲得特別獎金的參賽馬。由於賽事推廣效果並不理想，未能鼓勵馬匹熱衷於競逐各項分站，故於2012年挑戰賽正式開始停辦。

## 獎金
| 比賽   | 錦標         | 地點   | 獎金              |
| ------ | ------------ | ------ | ----------------- |
| 第一站 | 未來錦標     | 澳洲   | $700,000 澳元     |
| 第二站 | 杜拜免稅店盃 | 阿聯酋 | $5,000,000 美元   |
| 第三站 | 冠軍一哩賽   | 香港   | $12,000,000 港元  |
| 第四站 | 安田紀念賽   | 日本   | $213,000,000 日圓 |

- 另外，勝出超過一站的馬匹更可得到豐富的額外獎金。勝出四站賽事可以得到額外400萬美元； 勝出三站賽事可以額外得到200萬美元；而勝出兩站賽事亦可得到100萬美元。

## 賽事

### 第一站

亞洲一哩挑戰賽標誌

未來錦標（Power Pays Futurity Stakes）是澳洲賽馬理事會創辦，是澳洲一項歷史悠久的賽事，途程1400米。2006年，未來錦標加入亞洲一哩挑戰賽，成為挑戰賽的第一站，並改為途程1600米。雖然獎金為四站中最低的，但仍然吸引不少佳駒前來競逐錦標。

### 第二站
杜拜免稅店盃（Dubai Duty Free）是阿聯酋賽馬會創辦，途程1800米，是亞洲一哩挑戰賽第二站，也是最高獎金的一站，加上地理環境比其餘三站更鄰近英國等賽馬高水平國家，所以比其他三站吸引更多高水平的名駒到來爭奪錦標。

### 第三站
冠軍一哩賽（Champions Mile）是香港賽馬會創辦，於2001年首次舉行，本來是香港一級賽。2005年，日本中央競馬會與香港賽馬會合辦亞洲一哩挑戰賽，並將冠軍一哩賽定為第一站（2006年開始改為第三站），2007年升格為國際一級賽，途程1600米。

### 第四站
安田紀念賽（Yasuda Kinen）前身安田賞，是日本中央競馬會創辦，1951年創立，1958年改名為安田紀念賽，途程1600米。2005年，日本中央競馬會與香港賽馬會合辦亞洲一哩挑戰賽，安田紀念賽為第四站，並創辦得非常成功。

## 外部連結
- 亞洲一哩挑戰賽2008官方網頁